# Challenger de Knoxville 2013
El Knoxville Challenger 2013 fue un torneo de tenis profesional que se jugó en pistas duras. Se trató de la 10.ª edición del torneo que forma parte del ATP Challenger Tour 2013 . Tuvo lugar en Knoxville, Estados Unidos entre el 4 y 10 de noviembre de 2013.

## Jugadores participantes del cuadro de individuales

### Cabezas de serie
| Favorito | País                      | Jugador         | Rank1 | Posición en el torneo    |
| -------- | ------------------------- | --------------- | ----- | ------------------------ |
| 1        | Bandera de Estados Unidos | Tim Smyczek     | 83    | CAMPEÓN                  |
| 2        | Bandera de Estados Unidos | Denis Kudla     | 90    | Primera ronda            |
| 3        | Bandera de Estados Unidos | Jack Sock       | 94    | Primera ronda            |
| 4        | Bandera de Estados Unidos | Michael Russell | 96    | Cuartos de final, retiro |
| 5        | Bandera de Estados Unidos | Donald Young    | 104   | Segunda ronda            |
| 6        | Bandera de Estados Unidos | Ryan Harrison   | 105   | Segunda ronda            |
| 7        | Bandera de Estados Unidos | Rajeev Ram      | 120   | Primera ronda            |
| 8        | Bandera de Estados Unidos | Alex Kuznetsov  | 124   | Cuartos de final         |

- 1 Se ha tomado en cuenta el ranking del día 28 de octubre de 2013.

### Otros participantes
Los siguientes jugadores recibieron una invitación (wild card), por lo tanto ingresan directamente al cuadro principal (WC):
- Jarryd Chaplin
- Jarmere Jenkins
- Jack Sock

Los siguientes jugadores ingresan al cuadro principal con ranking protegido (PR): 
- Laurent Rochette

Los siguientes jugadores ingresan al cuadro principal como alternantes (Alt):
- Edward Corrie
- Denis Kudla
- David Rice

Los siguientes jugadores ingresan al cuadro principal tras disputar el cuadro clasificatorio (Q):
- Mitchell Frank
- Takanyi Garanganga
- Kevin King
- Sanam Singh

## Campeones

### Individual Masculino
- Tim Smyczek derrotó en la final a  Peter Polansky 6–4, 6–2

### Dobles Masculino
- Samuel Groth /  John-Patrick Smith derrotaron en la final a  Carsten Ball /  Peter Polansky 6–76, 6–2, [10–7]